# 星系晕
星系暈是星系的一個擴展的、大致呈球形的分量，它延伸到主要的可見分量之外。星系的幾個不同組成部分構成了它的暈：
- 星暈（英语：Stellar halo）
- 星系冕（熱氣體，即電漿）
- 暗物質暈

光暈和星系主體之間的區別在螺旋星系中最為明顯，其中光暈的球形與扁平的星系盤形成鮮明對比。
暈可以通過觀察其對遙遠明亮物體（如類星體）的光線通過的影響來研究，而這些物體在所討論的星系之外的視線範圍內。

## 星系暈的組成部分

### 星暈
星暈是由場星和球狀星團組成的近乎球形的群體。它圍繞著大多數盤狀星系以及一些cD的橢圓星系。星系的恆星質量有一小部分（約1%）存在於星暈中，這意味著它的光度遠低於星系的其它組成部分。
銀河系的星暈包含球狀星團、天琴座RR型變星、低金屬量的恆星和次矮星。在我們的星暈中，恆星往往較老（大多數年齡超過120億年）且金屬含量較低（貧金屬星），但也有觀測到金屬含量與盤星相似的星團暈星。觀測到的銀河系的暈星徑向速度色散約為200公里/秒，低的平均自轉速度約為50公里/秒。銀河系星暈中的恆星形成很久以前就已停止了。

### 星系冕
星系冕是遠離星系中心延伸分布的氣體。它可以通過它發出的不同發射光譜來檢測，顯示存在 21 cm微波線和其它可通過 X 射線光譜檢測到的特徵。

### 暗物質暈
暗物質暈是暗物質的理論分佈，它延伸到整個星系，遠遠超出了其可見成分。暗物質暈的質量遠遠大於星系其它組成部分的質量。它的存在被假設是為了解釋決定星系內物體動力學的引力勢。暗物質暈的本質是目前宇宙學研究的一個重要領域，特別是它與星系的形成和演化的關係。
Navarro-懷特-White剖面是通過數值模擬確定的暗物質暈的密度剖面。它表示暗物質暈的質量密度是{\displaystyle r}的函數，即與銀河系中心的距離：
{\displaystyle \rho (r)={\frac {\rho _{\text{crit}}\delta _{c}}{(r/r_{s})(1+r/r_{s})^{2}}}}
其中{\displaystyle r_{s}}是模型的特徵半徑，{\displaystyle \rho _{\text{crit}}=3H^{2}/8\pi G}是臨界密度（其中的{\displaystyle H}是哈伯常數），和 {\displaystyle \delta _{c}}是一個無量綱常數。然而，不可見的星系暈分量不能無限地以這種密度分佈延伸；這將導致在計算質量時出現發散積分。然而，它確實為所有{\displaystyle r}提供了有限的引力勢。大多數可以進行的測量對外暈的質量分佈相對不敏感。依據牛頓定律定律指出，如果暈的形狀是球形或橢圓形，則在距離星系中心{\displaystyle r}的暈質量，對比距離星系中心比{\displaystyle r}更近的物體不會產生淨引力效應。唯一可以約束的與光暈範圍相關的動態變數是逃逸速度：仍然被引力束縛在星系中，移動最快的恆星物體，可以在暗物質暈外邊緣的質量剖面上給出下限。

## 星系暈的形成
恆星暈的形成自然發生在宇宙的冷暗物質模型中，其中光暈等系統的演化是自下而上的，這意味著星系的大尺度結構是從小物體開始形成的。暈由重子和暗物質組成，通過相互合併而形成。有證據表明，星系暈的形成也可能是由於引力增加和原始黑洞存在的影響。來自暈合併的氣體形成流向星系中心的成分，而恆星和暗物質則留在星系暈中。
另一方面，銀河系的暈被認為來自蓋亞香腸。